# Free All Angels
Free All Angels è un album discografico in studio del gruppo musicale nordirlandese Ash, pubblicato nel 2001.

## Tracce
1. Walking Barefoot – 4:13
2. Shining Light – 5:09
3. Burn Baby Burn – 3:29
4. Candy – 4:52
5. Cherry Bomb – 3:17
6. Submission – 3:33
7. Someday – 4:29
8. Pacific Palisades – 1:57
9. Shark – 3:18
10. Sometimes – 4:07
11. Nicole – 3:25
12. There's a Star – 4:20
13. World Domination – 2:17

## Formazione
- Tim Wheeler - voce, chitarra
- Mark Hamilton - basso
- Rick McMurray - batteria
- Charlotte Hatherley - chitarra, voce